# Kurt Klare
Paul Hermann Kurt Klare (* 10. Oktober 1885 in Bielefeld; † 12. Juli 1954 ebenda) war ein deutscher Mediziner, Hochschullehrer und nationalsozialistischer Ärztefunktionär.

## Leben
Kurt Klare war der Sohn eines Sanitätsrates. Nach dem einjährigen Militärdienst absolvierte er von 1906 bis 1911 ein Medizinstudium an den Universitäten Bonn, Straßburg und Rostock. Seit 1906 gehörte er der Burschenschaft Alemannia Bonn an. Während seines Studiums erkrankte er 1908 an einer Chorioretinitis-Tuberkulose. Er wurde 1911 approbiert und 1912 zum Dr. med. promoviert. Danach war er als Assistenzarzt an der Heilstätte für Lungenkranke Hohenwiese der LVA Schlesien tätig. Er wechselte 1915 an das Sanatorium Waldhof-Elgershausen Stubbe in Sülzhagen, wo er zunächst Oberarzt war. Ab 1916 leitete er diese Einrichtung und wechselte in gleicher Funktion im Jahr darauf an die Victoria-Luise Kinderheilstätte nach Hohenlychen. Ab 1918 war er über 20 Jahre Direktor der Prinzregent-Luitpold-Kinderheilstätte in Scheidegg.
Klare war von 1920 bis 1922 Mitglied der DNVP und trat zum 3. März 1927 der NSDAP bei (Mitgliedsnummer 57.391). Ihm wurde später das Goldene Parteiabzeichen der NSDAP verliehen. Ab 1928 leitete er die Fachgruppe Ärzte der Nationalsozialistischen Gesellschaft für Deutsche Kultur. Er war 1929 Gründungsmitglied des Nationalsozialistischen Deutschen Ärztebundes, wo er die Mitgliedsnr. 2 erhielt.
Zunächst für ein Jahr Lehrbeauftragter, war er ab 1935 Honorarprofessor für „Tuberkulose und Konstitution“ an der Universität München. Ab 1940 wirkte er als Honorarprofessor an der Universität Münster.
Klare hatte zur Zeit des Nationalsozialismus diverse Funktionen inne. Er war Beauftragter des Reichsärzteführers für die gesamte deutsche medizinische Fachpresse und gehörte dem Vorstand des Reichstuberkuloseausschusses an. Ab 1935 war er Schrifttumsbeauftragter des Hauptamtes für Volksgesundheit. Er leitete die Hauptstelle des Sachverständigenbeirates für Volksgesundheit der NSDAP-Reichsleitung. Klare gab die Fachzeitschrift Hippokrates. Zeitschrift für praktische Heilkunde mit heraus und war bis 1937 deren Schriftleiter. Zudem begründete er die Zeitschrift Ziel und Weg. Für die Deutsche Medizinische Wochenschrift übernahm er die Schriftleitung der Beilage Deutsches Tuberkulose-Blatt. 1938 wurde er zum Ehrenbürger von Scheidegg ernannt. Dem Tuberkulose-Spezialisten wurde schließlich der Ehrentitel Professor verliehen. Klare saß der 1942 gegründeten Deutschen Gesellschaft für Konstitutionsforschung vor. Er war Autor diverser Fachpublikationen.
Nach dem Ende des Zweiten Weltkrieges gab er zur Verteidigung des im Nürnberger Ärzteprozess angeklagten Kurt Blome eine eidesstattliche Erklärung ab.